# Otto Graf (Maler)
Otto Graf (* 13. September 1882 in Achern, Baden; † 1950 ebenda) war ein Dekorations- und Landschaftsmaler, dessen Werke vor allem regional bekannt sind. Er wirkte als Maler in Süddeutschland und auf seinen Auslandsreisen in Italien, Frankreich, in den Niederlanden und in Tirol.

## Leben
Otto Graf wurde am 13. September 1882 in Achern geboren. Er war der Sohn des Landwirts Anton Graf d. Ä. und dessen Frau Rosina, geb. Spitzmesser. Graf absolvierte seinen Militärdienst in Mülhausen/Elsass von 1902 bis 1904. 1904 besuchte er die Kunstgewerbeschule Karlsruhe (heute: Staatliche Akademie der Bildenden Künste Karlsruhe). Im Jahr 1910 erfolgte die Aufnahme in die Kunstakademie Karlsruhe, außerdem war er Mitglied im Karlsruher Künstlerbund. Seine Lehrer waren u. a. Friedrich Fehr (verst. 1927), Walter Georgi, Taubner und Schmidt-Reute. Von 1914 bis 1918 nahm er am Ersten Weltkrieg teil. Er war mit seinen Werken zwischen 1913 und 1922 bei der Deutschen Kunstausstellung vertreten, die in der Kunsthalle Baden-Baden gezeigt wurden: So im Jahr 1913 mit Am See, 1917 mit Hütender Gaisbub, Altwasser bei Wörth und Akt am Feuer, 1920 mit Atelierbesuch und 1922 mit Regatta am Bodensee sowie mit dem Bild Der Alte. Otto Graf blieb zeit seines Lebens unverheiratet. In den Jahren 1924 und 1928 unternahm er Italienreisen, die ihn bis nach Neapel führten. 1926 folgte ein Aufenthalt in Paris. 1927 besuchte er die Niederlande, 1930 Tirol. Während er sein Atelier in Karlsruhe einrichtete, lebte er weiter in Achern, Ecke Friedrichstraße/Ratskellerstraße.

## Werk
Otto Graf schuf zahlreiche Landschafts- und Genrebilder. Zu seinen Werken gehören z. B. die Gemälde Blick in die Rheinebene mit Flöte spielendem Hirtenjungen (Öl auf Karton, 45 × 50,5 cm) von 1915 oder die 1919 entstandene Bootspartie auf dem Rhein (Öl auf Leinwand, 59,9 × 80 cm). Viele seiner Werke wurden bei einem Bombentreffer auf sein Atelier im Zweiten Weltkrieg zerstört. Angesichts dieser Verluste kommt den Erwähnungen in Kunstkatalogen und den Abbildungen in Oesterings Aufsatz über Otto Graf Bedeutung zu, es handelt sich um die Gemälde: Politiker, Oppenau, „Gaisbub“, „Kapelle“, „Ein achtzigjähriger Schwarzwälder“, „Enten im Bach“, „Herbstmorgen am See“, „Sonntagmorgen“, „Meine Mutter“, Mainaublick, Sasbachwalden mit Blick in die Rheinebene, Landschaft, Sommermorgen, Altwasser mit Gondler und Selbstbildnis. Weitere Werke sind in Privatbesitz erhalten.